# Facultad de Óptica y Optometría (Universidad Complutense de Madrid)
La Facultad de Óptica y Optometría de la Universidad Complutense de Madrid (UCM), anteriormente conocida como Escuela Universitaria de Óptica, es un edificio académico de la UCM situado en la calle de Arcos de Jalón del distrito de San Blas-Canillejas. Su festividad patronal es el 13 de diciembre, Santa Otilia.

## Historia

### Creación de la titulación
La escuela universitaria fue el primer centro en impartir estudios universitarios de óptica en España. Los primeros estudios de óptica comenzaron en el Instituto de Ampliación de Estudios e Investigación Industrial, que en 1933 se le encomienda la sección de Óptica y Fototécnica y de Metrología pura y Aplicada. En 1936 se le encarga continuar con la formación de Óptica, Fotometría y Mecánica de Precisión. Esta formación será continuada por el Instituto de Óptica "Daza de Valdés" del Consejo Superior de Investigaciones Científicas (CSIC).
El apoyo por distintos sectores llevó a la creación del Diploma de Óptico de Anteojería en 1956 en el que se establecen las asignaturas del plan de estudios de la Escuela de Óptica, encargándose al Instituto de Óptica Daza de Valdés del CSIC la realización de los cursos y se crea una comisión con funciones de inspección de la organización. Esta comisión estará presidida por el director del Instituto de Óptica Daza de Valdés y dos catedráticos de la Facultad de Ciencias de la Universidad Central, la actual Universidad Complutense de Madrid.
En 1958 se inauguraron los locales de la Escuela de Óptica en la calle de Serrano 121 donde se impartían las asignaturas relacionadas con la óptica, así como laboratorios. En el curso académico 1959-1960 el curso pasa de dos a tres años, incrementándose el número de asignaturas. Debido a los problemas de espacio, el número de plazas se limitaba a 35 por curso.

### Creación de laescuela
La titulación de óptica de la Universidad Complutense de Madrid se crea en 1972. A lo largo de esa década se crean escuelas profesionales dependientes de las facultades de farmacia en las Universidades de Barcelona y Santiago de Compostela. El paso de las enseñanzas del Instituto de Óptica a la Universidad se había ido gestando paulatinamente. En 1972 se producirá un cambio de local, se pasa del edificio de Serrano, 121 a la calle Alvarado, 26, donde permanecerá desde finales de 1972 hasta principios de 1974. En 1974, se asienta en el antiguo edificio del Colegio Universitario Integrado Arcos de Jalón, situado en la calle Arcos de Jalón, en el distrito de San Blas-Canillejas, donde la Universidad Complutense de Madrid venía impartiendo diversas enseñanzas y donde ha permanecido hasta la actualidad. El edificio fue construido en 1968 por el arquitecto valenciano Fernando Moreno Barberá con un diseño muy similar a las construcciones educativas de los años 60, parecidas a los diseños de un centro penitenciario.

### Creación de lafacultad
En el año 2012, de la misma forma que otras escuelas de la UCM, la Escuela Universitaria de Óptica pasó a denominarse Facultad de  Óptica y Optometría. El cambio se debió a la extinción de los antiguos planes de estudio y la incorporación de los programas del Espacio Europeo de Educación Superior en el año 2010. Estos cambios suponían la extinción de la diplomatura en óptica y la creación del grado en óptica.

## Estudios[12]

### Programas degrado
- Grado en Óptica y Optometría.

### Programas demáster
- Máster Universitario en Optometría y Visión.
- Máster Universitario en Tecnologías Ópticas y de la Imagen.

### Programas dedoctorado
- Doctorado en Óptica, Optometría y Visión.

### Programas detítulo propiode la UCM
- Experto en Farmacología Ocular: Nuevas Formulaciones (en línea).
- Experto en Prevención de Riesgos por Efecto de Pantallas Electrónicas e Iluminación Ambiente (en línea).
- Experto en Salud Visual y Deporte (en línea).[13]

## Clínica Universitaria de Optometría[14]
Situada en los terrenos de la Escuela, está la clínica de estudios relacionados con la optometría. Fue construida en 1999 en lo que antes eran los talleres de la Escuela donde se tallaban las lentes para el estudio de la óptica. Es uno de los centros médicos más importantes de Europa en los estudios relacionados con la conservación de la visión.

## Críticas de la ubicación
La Facultad de Óptica y Optometría lleva en el edificio de la calle Arcos de Jalón desde 1974. Ya desde su traslado a esta situación creó bastantes quejas por parte de profesores y alumnos ya que está situada a más de 7 kilómetros (aproximadamente una hora en transporte) del centro de la Universidad Complutense de Madrid, en el humilde distrito madrileño de San Blas-Canillejas, alejada de secretarías, rectorados, instalaciones deportivas, eventos culturales y otras instalaciones esenciales para los alumnos que igualmente las pagan en su matrícula.
Los alumnos y funcionarios llevan pidiendo el traslado al campus de Ciudad Universitaria desde hace más de treinta años mediante huelgas, manifestaciones y todo tipo de protestas. Se piensa que la facultad se podría establecer en el gran edificio de la Facultad de Medicina de la UCM, donde hay pabellones vacíos y donde podrían impartirse las clases de esta titulación.[cita requerida]

## Otros servicios y asociaciones[15]
- Asociación fotográfica Escuela Universitaria de Óptica.
- Delegación de Alumnos.
- Museo Complutense de la Óptica.